# Killiana Heymans
Killiana Heymans (24 de enero de 1997) es una deportista de los Países Bajos que compite en atletismo. Ganó una medalla de bronce en el Campeonato Europeo de Atletismo por Equipos de 2019, en la prueba de salto con pértiga.